# Adam Keighran

a Compétitions nationales et continentales officielles uniquement.

Adam Keighran, né le 24 avril 1997 à Sydney (Australie), est un joueur de rugby à XIII australien polyvalent puisqu'il a occupé des postes variés au cours de sa carrière - Demi d'ouverture, demi de mêlée, centre ou talonneur - dans les années 2010 et 2020.
Il pratique le rugby à XIII dès son plus jeune âge et écume de nombreux clubs tels Wyong Roos, Canterbury-Bankstown Bulldogs et Penrith Panthers où il s'y forme. Révélé avec ces derniers dans l'anti-chambre de la National Rugby League, la New South Wales Cup, lors des saisons 2017 et 2018, il intègre le club des New Zealand Warriors entre 2019 et 2020 et fait ses premiers pas en NRL au poste de demi d'ouverture en remplaçant Kodi Nikorima ou Chanel Harris-Tavita  la première saison puis au poste de centre comme second choix derrière Peta Hiku ou Hayze Perham. Il rejoint en 2021 les Sydney Roosters entraînés par Trent Robinson. Régulièrement appelé cette saison 2021 au poste de centre, il dispute quinze rencontres dont les phases finales. La seconde saison aux Roosters est plus compliquée avec seulement deux apparitions en NRL au centre barré par Joseph Manu et Paul Momirovski et jouant presque exclusivement dans l'antichambre de la NRL avec les North Sydney Bears. Il choisit alors de signer pour le club français des Dragons Catalans en 2023 pour disputer la Super League.

## Palmarès
- Collectif :
  - Vainqueur de la Super League : 2024 (Wigan).
  - Finaliste de la Super League : 2023 (Dragons Catalans).

### Détails

#### En club
| Saison | Club                 | Compétition           | Matchs | Points | Essais | Buts | Drop |
| ------ | -------------------- | --------------------- | ------ | ------ | ------ | ---- | ---- |
| 2019   | New Zealand Warriors | National Rugby League | 6      | 22     | 1      | 9    | -    |
| 2020   | New Zealand Warriors | National Rugby League | 3      | 12     | 3      | -    | -    |
| 2021   | Sydney Roosters      | National Rugby League | 15     | 86     | 4      | 35   | -    |
| 2022   | Sydney Roosters      | National Rugby League | 2      | -      | -      | -    | -    |
| 2023   | Dragons Catalans     | Super League          | 4      | 36     | 1      | 16   | 0    |